# Pénitencier d'État de l'Oklahoma
Oklahoma State Penitentiary
Le pénitencier de l'État d'Oklahoma (en anglais : Oklahoma State Penitentiary), surnommé « Big Mac », est un pénitencier d'Etat américain de sécurité maximum situé dans la localité de McAlester, dans le comté de Pittsburg, en Oklahoma.
Construit sur un terrain d'une superficie de 1 556 acres (629,69 ha), l'établissement ouvre en 1908 avec 50 détenus dans des installations de fortune.
Administré par le Département des services correctionnels de l'Oklahoma (en), la prison accueille aujourd'hui plus de 750 détenus de sexe masculin, dont la grande majorité sont des détenus à sécurité maximale. Ils détiennent également de nombreux prisonniers dans le couloir de la mort.

## Histoire
Avant que l'Oklahoma ne devienne un État en 1907, les criminels condamnés dans le territoire de l'Oklahoma et le territoire indien étaient envoyés au pénitencier d'État du Kansas (en) situé à Lansing, au Kansas . Une fois devenu officiellement un État, Kate Barnard devient Commissioner of Charities and Corrections (en) de l'Oklahoma. Au cours de l'été 1908, Barnard est arrivée sans prévenir à la prison du Kansas afin d'enquêter sur les nombreuses plaintes qu'elle a reçues concernant les mauvais traitements infligés aux détenus originaires de l'Oklahoma. Elle se rend toute d’abord dans l'établissement en tant que visiteur régulier, au mileur d'autres visiteurs, puis s'identifie auprès des responsables de la prison et demande à être autorisée à procéder à une inspection des locaux. Elle découvre alors que la torture des détenus (en) est systématisée et généralisée.
À son retour en Oklahoma, Kate Barnard recommande alors que tous les détenus originaires de l’Oklahoma soient retirés de l’établissement de Lansing et renvoyés dans l’État. Le gouverneur de l'Oklahoma de l'époque, Charles N. Haskell, soutient la proposition de Kate Barnard et, dans les deux mois qui suivent sa visite dans la prison du Kansas, deux groupes de 50 détenus chacun sont renvoyés par train à McAlester le 14 octobre 1908.
Les détenus sont tout d'abord temporairement hébergés dans l’ancienne prison fédérale de la ville. Sous la direction du directeur Robert W. Dick et afin qu'ils soient provisoirement logés, les détenus construisirent une palissade afin d'entourer un terrain d'un superficie de 120 acres (48,56 ha) situé au nord-ouest de McAlester, qui a été donné à l'État par un groupe de citoyens de McAlester.
Les détenus originaires de l'Oklahoma qui étaient restés à Lansing (en) sont par la suite transférés au pénitencier fédéral de Leavenworth jusqu'à ce que l'État puisse construire des installations adéquates pour les héberger tous. Au printemps de l'année 1909, la législature de l’Oklahoma alloue 850 000 $ pour réaliser la construction de l’installation permanente[réf. nécessaire].
La construction d'une prison conçue sur le modèle de la prison de Leavenworth débute en mai 1909. L'État de l'Oklahoma achète tout d'abord un terrain d'une superficie d'environ 1 556 acres (629,69 ha) entourant la parcelle d'origine. Grâce à la main-d'œuvre composée des détenus, le bâtiment cellulaire ouest et le bâtiment administratif sont achevés en premier ; la rotonde et le bâtiment cellulaire est sont achevés par las suite. Les collines et pentes abruptes nécessitent plus de 6 250 yards cubes (4 778,47 m3) de béton et nécessitent de déplacer plus de 2 000 000 yards cubes (1 529 109,72 m3) de roches et de terre afin de constituer les seuls murs de la prison. Le bloc cellulaire F est ajouté en 1935, et par la suite, un autre bloc cellulaire est également construit. Une usine de fabrication de chaussures et un atelier de couture font alors partie du programme industriel des détenus de la prison, conçu pour fournir du travail aux détenus; à Lansing, les prisonniers étaient obligés de travailler dans les mines locales, une pratique interdite par Kate Barnard. La maison du directeur (en), située en face de la prison, est inscrite au registre national des lieux historiques.
À l'époque où l'Oklahoma était encore un territoire, les prisonnières étaient également envoyées au Kansas. Les premières femmes revenues du Kansas sont hébergées dans une salle construite en 1911 et située près de la porte Est, au quatrième étage du pavillon Ouest. En 1926, au moment où un nouveau bâtiment indépendant est construit à environ 1 milles (1,61 km) à l'ouest de le l'établissement principal, la population des détenues passe à 26.
La première évasion de la prison a lieu le 19 janvier 1914. Trois détenus parviennent à voler une arme et tué trois employés de la prison ainsi que le juge fédéral à la retraite John Robert Thomas (en) lors de la tentative d'évasion. Les évadés sont par la suite tués derrière un rebord rocheux situé sur une crête surplombant une route carrossable,.

## Émeutes et poursuites judiciaires
Au début des années 1970, des groupes de défense des droits des détenus avertissent le gouvernement de l’État que la situation dans l'établissement devient désastreuse. Entre 1970 et le 27 juillet 1973, l'établissement connait 19 morts violentes, 40 coups de couteau et 44 passages à tabac graves. Le 22 janvier 1973, des détenus entament une grève de la faim durant trois jours afin tenter d'attirer l'attention sur les conditions de détention dans l'établissement.
Le 27 juillet 1973, des troubles éclatèrent dans le réfectoire de la prison, provoqués, semble-t-il, par cinq détenus qui, selon un porte-parole de la prison, « étaient sous l'effet de quelque chose ». Les troubles s'étendent rapidement au reste de l'établissement. À la fin des émeutes, qui durent trois jours, le bilan s'élèvent à trois détenus étaient morts, 21 détenus et gardiens blessés et 12 bâtiments incendiés. Le montant des dégâts est estimé à 30 millions $.
En 1978, un tribunal fédéral juge que les conditions de vie dans le pénitencier sont inconstitutionnelles,. La plainte, déposée par un détenu avant l'émeute, est transformée en un recours collectif après l'émeute. A l'issue de la procédure, le juge de district américain Luther Bohannon place ainsi le Département des services correctionnels de l'Oklahoma (en) sous le contrôle fédéral. La dernière question du procès, celle des soins médicaux pour les délinquants, est cependant réglée 27 ans plus tard, en 2001.
À la suite de la décision du tribunal, quatre nouvelles unités d'habitation sont construites dans l'établissement et, en 1984, les anciennes cellules Est et Ouest sont fermées. En 1983, toutes les femmes détenues sont transférées au centre correctionnel Mabel Bassett (en) situé à Oklahoma City.
Le 17 décembre 1985, un autre incident éclate durant lequel des détenus prennent le contrôle des unités A et C et prennent cinq employés en otage. Trois des otages sont grièvement blessés qu'ils ne soient libérés le lendemain. Les troubles causent plus de 375 000 $ de dégâts et deux des otages restent définitivement handicapés. Après cet incident, la sécurité de la prison est revue pour réduire les déplacements des détenus, limiter les loisirs et instaurer un système de classement par niveau pour les détenus afin d'améliorer la sécurité.
En octobre 1989, l'unité de sécurité minimale de Talawanda Heights ouvre à l'extérieur de la zone de la porte Est afin d'héberger les détenus qui occupent des emplois de soutien à l'intérieur de l'établissement. En 1992, une unité de soins spéciaux ouvre afin d'offrir des soins de santé mentale aux détenus, réduisant ainsi le besoin d’hospitalisation psychiatrique en dehors de la prison. Une unité de sécurité moyenne d'une capacité de 140 détenus est également installée dans les unités G et I afin d'aider les détenus à s'adapter à une classification de sécurité inférieure.
Une autre extension à la prison, l'unité H, héberge des détenus sanctionnés par des mesures d'isolement administratif et disciplinaire. L'unité H abrite également le couloir de la mort de l'État de l'Oklahoma ainsi que la chambre d'exécution par injection létale de l'État.

## Couloir de la mort et exécutions
Entre 1915 et 2014, l’Oklahoma appliqué l'exécution d'un total de 192 hommes et de 3 femmes. Trois méthodes d’exécution différentes ont été employées par l’État :
- L'injection létale, utilisée pour la première fois le 10 septembre 1990, a été utilisée 120 fois depuis.
- La pendaison appliquée sur un prisonnier fédéral ;
- L'électrocutions à l'aide de la chaise électrique (communément appelée « Old Sparky »), une méthode appliquée sur 82 condamnés à mort et utilisée pour la dernière fois en 1966[12],[13].

En mars 2015, la gouverneure Mary Fallin signe la loi HB1879 prévoyant l'utilisation de l'hypoxie à l'azote comme alternative à la principale méthode d'exécution par injection létale,. En mars 2018, le procureur général Michael J. Hunter (en) et le directeur des services correctionnels de l'État Joe M. Allbaugh (en) annoncent que l’Oklahoma commencerait à utiliser l’asphyxie au gaz inerte comme principale méthode d’exécution. Le Département des services correctionnels de l'Oklahoma (en) connait cependant des difficultés à obtenir les médicaments utilisés pour effectuer des injections létales.

## Rodéo en prison
À partir de 1940 et jusqu'en 2009, à l'exception de quelques années pendant la Seconde Guerre mondiale et pendant le soulèvement des détenus des années 1970, le pénitencier organise un rodéo pénitentiaire,. L'événement, organisé annuellement, se déroule sur deux jours en août ou durant le week-end de la fête du Travail (les sources diffèrent), le rodéo étant réalisé conjointement entre la ville de McAlester et le Département des services correctionnels de l'Oklahoma (en). La Chambre de commerce de McAlester signe également un contrat avec la ville afin de coordonner et de commercialiser l'événement, qui a eu lieu pour la dernière fois en 2009 en raison du déficit budgétaire que connait l'État partir de 2010,. Des détenus provenant de plusieurs prisons de l’État concourent durant cet événement. La fréquentation de l'arène d'une capacité de 12 500 places était cependant en baisse dans les années 2000 par rapport à des éditions précédentes qui, dans les années 1960, étaient organisées sur quatre jours et accueillaient 65 000 spectateurs. Le groupe de défense des droits des animaux PETA dénonce en outre le rodéo pour cruauté envers les animaux.
Les femmes détenues commencent à concourir en 2006, ce qui a donné lieu à la réalisation du film documentaire Sweethearts of the Prison Rodeo (2009), sur la compétition mixte.
En 2021, le rodéo n'avait toujours pas pu être réorganisé, ceci malgré le soutien du directeur de la prison et du gouverneur Kevin Stitt, le plus grand obstacle étant lié au coût de la restauration de l'arène,..

## Prisonniers notables

### Détenus actuels
| Nom du détenu        | Numéro de registre | Statut                                                                                                | Détails |
| -------------------- | ------------------ | --- | --- |
| Robert D. Bever (en) | 748422             | Purger plusieurs peines d'emprisonnement à perpétuité sans possibilité de libération conditionnelle,. | L'un des deux auteurs des meurtres de Broken Arrow (en) en 2015 au cours desquels Robert et son frère, Michael Bever, ont poignardé à mort leurs parents et trois de leurs frères et sœurs,. |
| Jacob Angleterre     | 690064             | Purger une peine d'emprisonnement à perpétuité sans possibilité de libération conditionnelle.         | A commis 3 meurtres avec un autre homme, Alvin Watts, à Tulsa en 2012,. |

- Richard Glossip : condamné à mort pour le meurtre de Barry Van Treese par Justin Sneed.
- Julius Jones (en) : initialement condamné à mort, sa peine a été commuée en prison à vie sans possibilité de libération conditionnelle.
- Kevin Ray Underwood (en) : meurtre de Jamie Rose Bolin, 10 ans. Condamné à mort.
- David Anthony Ware (Meurtre d'un policier. Condamné à mort.)

### Anciens détenus
- C. L. Harkins (en) : riche chirurgien vétérinaire, reconnu coupable de viol. Acquitté de trois chefs d'accusation de meurtre.
- Charles Coleman (en) : meurtrier condamné, première personne à être exécutée en Oklahoma depuis 1966. Exécuté le 10 septembre 1990[35].
- Thomas J. Grasso (en) : meurtrier condamné pour avoir étranglé une femme de 87 ans. Exécuté le 20 mars 1995.
- Roger Dale Stafford (en) : tueur en série reconnu coupable, condamné à mort le 17 octobre 1979, et passé plus de 15 ans dans le couloir de la mort pour les meurtres de Lorenz-Sirloin Stockade en 1978. Exécuté le 1er juillet 1995[36].
- Clayton Lockett : reconnu coupable de meurtre, de viol et d’enlèvement en 1999. L'exécution de Lockett a fait la une des journaux en raison de la série d'événements qui ont eu lieu pendant son exécution, ce qui a amené le gouverneur à ordonner une révision du processus d'exécution. Exécuté le 29 avril 2014
- John Marion Grant (en) : reconnu coupable d’un meurtre en 1998. Son exécution fut la première depuis plus de six ans et a suscité la controverse. Exécuté le 28 octobre 2021.
- Nannie Doss : tueuse en série décédée d’une leucémie alors qu’elle était incarcérée au pénitencier.
- Karl Myers (en) : meurtrier et tueur en série présumé qui a été condamné à deux reprises à mort pour les meurtres à motivation sexuelle de deux femmes tuées en 1993 et 1996. Décédé le 28 décembre 2012 de causes naturelles.
- Bigler Stouffer (en) : meurtrier reconnu coupable d’avoir abattu un enseignant en 1985. Exécuté le 9 décembre 2021.
- James Allen Coddington (en) : reconnu coupable du meurtre de son ami et collègue de 73 ans. Exécuté le 25 août 2022.
- Phillip Dean Hancock (en) : reconnu coupable d'avoir abattu deux hommes en 2001 à Oklahoma City. Exécuté le 30 novembre 2023.
- Richard Norman Rojem Jr. (en) : reconnu coupable du viol et du meurtre de sa belle-fille en 1984. Exécuté le 27 juin 2024. Rojem était le détenu le plus ancien dans le couloir de la mort de l'Oklahoma au moment de son exécution.
- Emmanuel Littlejohn (en) : reconnu coupable du meurtre de Kenneth Meers (en) commis en 1992. Exécuté le 26 septembre 2024.

## La prison dans l'art et la culture
La prison a été mentionnée dans plusieurs œuvres :
- Les Raisins de la colère et dans la chanson de Woody Guthrie The Ballad Of Tom Joad (en) qui était basée sur le livre
- L'Accusé, livre de John Grisham
- Dirty White Boys (en), roman de Stephen Hunter
- L'Outsider, un roman de Stephen King
- The Longest Yard comprend une scène où un joueur dit qu'il a joué au football à l'Oklahoma State. Lorsqu'on lui demande plus de détails, il répond : « Pénitencier de l'État d'Oklahoma ».

L'établissement apparait également dans certaines scènes du film Heaven's Rain de Paul Brown et Brooks Douglass.